# Klaus-Peter Pfeifer

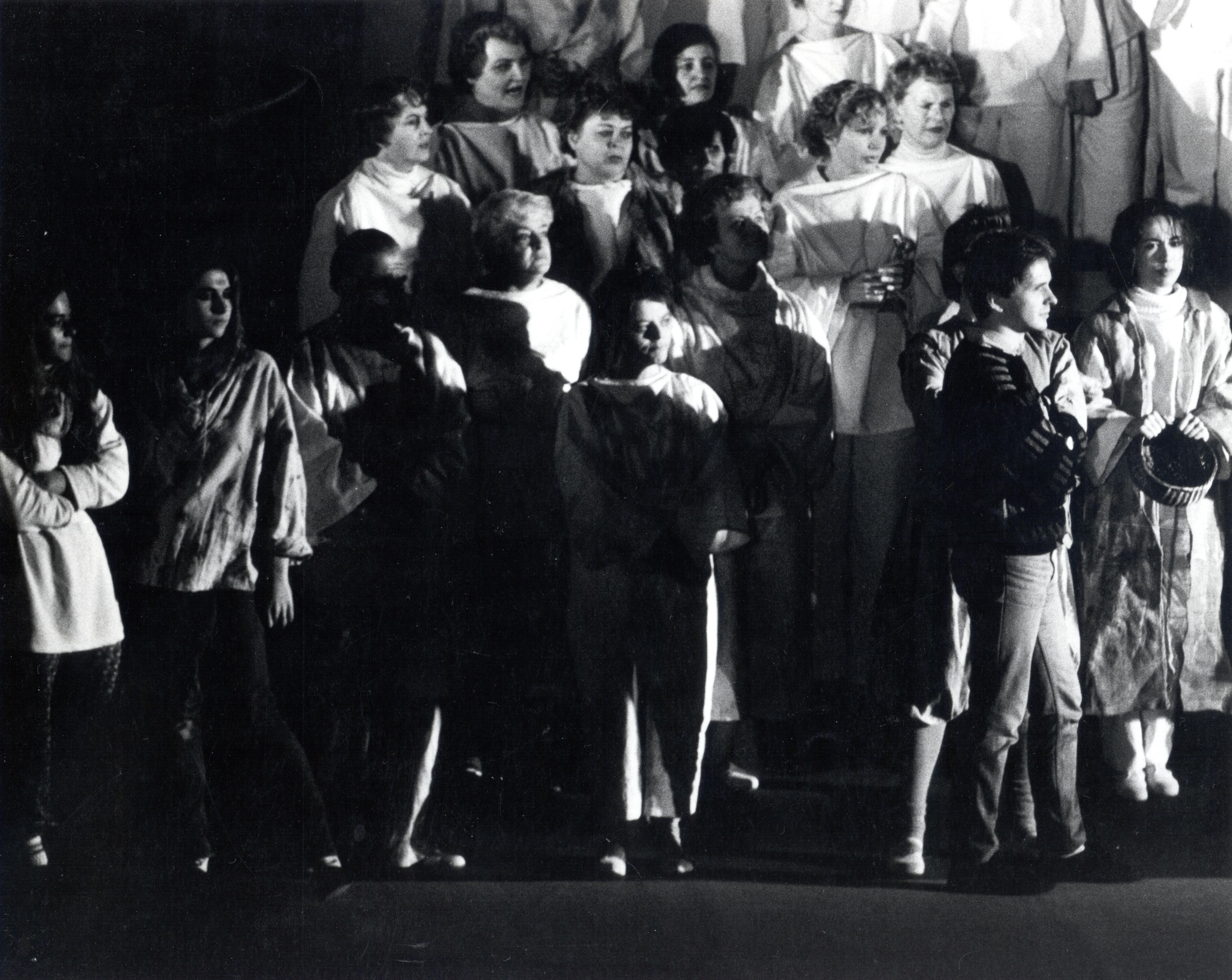
Generalprobe zur szenischen Aufführung von Telemanns „Tag des Gerichts“ am 13. November 1984

Klaus-Peter Pfeifer (* 1954 in Haan) ist ein deutscher Kirchenmusiker, Dirigent, Sänger und Gesangspädagoge.

## Leben
Seine erste musikalische Ausbildung erhielt Klaus-Peter Pfeifer von 1962 bis 1970 im Knabenchor der Wuppertaler Kurrende. Nach dem Abitur am Dietrich-Bonhoeffer-Gymnasium in Hilden studierte er an der Robert Schumann Hochschule in Düsseldorf evangelische Kirchenmusik bei Almut Rößler und Hartmut Schmidt und anschließend Gesang bei Ingeborg Reichelt. Dort machte er sein Examen als staatlicher Gesangspädagoge. Während dieser Zeit studierte er auch Cembalo bei Werner Smigelski und Liedbegleitung bei Christian de Bruyn. Weiterführende Studien führten ihn zur Internationalen Bachakademie nach Stuttgart, zur Händelakademie nach Karlsruhe und zum Mozarteum nach Salzburg.
Seit 1976 ist Klaus-Peter Pfeifer Kantor der Emmaus-Kirchengemeinde Willich, wo er im selben Jahr die Emmaus-Kantorei Willich gründete. Von 1990 bis 1999 war er Dozent für Gesang und Sprecherziehung an der Robert Schumann Hochschule Düsseldorf. 1997 übernahm er die musikalische Leitung des Moerser Kammerchores. 1998 erfolgte seine Ernennung zum Kreiskantor des Kirchenkreises Krefeld-Viersen durch die Ev. Kirche im Rheinland.
Klaus-Peter Pfeifer war außerdem Stipendiat des Richard-Wagner-Verbandes und musikalischer Studienleiter und Cembalist an der Berliner Kammeroper und am Berliner Kammertheater bei den Produktionen Acis und Galathea und Agrippina condotta a morire von Georg Friedrich Händel und Benjamin Brittens Turn of the screw.
Von 1980 bis 1990 beschäftigte er sich in regelmäßigen Konzerten gemeinsam mit dem Freiburger Barockensemble und der Geigerin Petra Müllejans mit der Historischen Aufführungspraxis.
Ein besonderes Anliegen ist ihm die Einbeziehung verschiedener Künste in seine musikalische Arbeit. 1985 kam es zur Gründung der spartenübergreifenden ökumenischen Willicher Kirchenmusikwochen und 1990 zur ersten szenischen Aufführung des Weihnachts-Oratorium von Johann Sebastian Bach in Willich und Neuss mit der Emmaus-Kantorei Willich in Kooperation mit der Robert Schumann Hochschule Düsseldorf, Regie Christoff Bleidt.

Seine umfangreiche musikalische Arbeit mit dem Willicher MusikProjekt konnte Klaus-Peter Pfeifer 2009 in der „Galerie guter Praxis“, der Zukunftswerkstatt der EKD, in Kassel vorstellen.
Konzertreisen führten ihn mit der Emmaus-Kantorei Willich nach Frankreich, England, Dresden (Kreuzkirche), Kiew (2005), Wien (Peterskirche), Italien, Irland (Christ Church Cathedral), Polen (Marienkirche Krakau), Benediktinerbasilika Ettal, Lettland (Dom zu Riga), Vatikanstadt (2014; Gestaltung der Hauptmesse im Petersdom) und Oslo.
Unter seiner Leitung erfolgten Produktionen von Telemanns Der Tag des Gerichts als szenische Aufführung (Regie Christoff Bleidt; 1984), Haydns Die Schöpfung in Verbindung mit einer Live-Kunst-Performance (1993) und als Lichtinszenierung mit Ulrich Greb vom Moerser Schlosstheater (2003), Orffs Carmina Burana als halbszenische Fassung in Moers (Regie Christoff Bleidt; 2000), Der Schatz der Apollonia mit Musik von Vivaldi sowie Happy birthday, Mozart mit Texten von Utz-Peter Greis (2004 und 2006), Haydns Jahreszeiten mit Animationsvideo von Michel Hutter (2008) sowie Mendelssohns Fassung von Händels Acis und Galatea in Zusammenarbeit mit dem Tanzhaus NRW (2012).
Darüber hinaus leitete er zahlreiche Konzerte der seltener aufgeführten Chorliteratur, wie Händels Samson (2009), Suppès Requiem (2010), Spohrs Die letzten Dinge (2011), Brahms’ Schicksalslied (2011), Donizettis Messa di Requiem (2013) und Beethovens Messe in C-Dur mit Spohrs Jubilate (2014).
Als Solist wirkte Klaus-Peter Pfeifer unter anderem in den Opernproduktionen Jakobe (1988) und Die Ey von Ratko Delorko (1991) in Düsseldorf mit.
Klaus-Peter Pfeifer schrieb zahlreiche Kritiken für die Westdeutsche Zeitung und die Wochenzeitung Der Weg sowie CD-Besprechungen für die Rheinische Post.
Im Dezember 2022 wurde Pfeifer in den Ruhestand verabschiedet.

## Veröffentlichungen
- Otto Thomas: Passions-Choral-Andacht. über die sieben Kreuzesworte nach der Dichtung von Paul Gerhardt für Chor a cappella. Herausgegeben von Klaus-Peter Pfeifer. Dr. J. Butz Musikverlag, Sankt Augustin.
- Musik im Spiegel der Künste. Bildband zu Projekten der Emmaus-Kantorei aus Anlass der „Zukunftswerkstatt 2009“ der Evangelischen Kirche in Deutschland. Herausgegeben und verlegt vom Willicher Musikprojekt e. V.
- Mitarbeit am Themenpaket: Paul Gerhardt, erschienen beim Gemeinschaftswerk der Evangelischen Publizistik.[3]
- Singen! Jede Stimme zählt. Werkbuch der EKiR. Herausgegeben vom Landeskirchenamt der Evangelischen Kirche im Rheinland.[4]

## Tonträger
- Joseph Haydn, Die Schöpfung (1993)
- Georg Friedrich Händel, Messias (1996)
- W. A. Mozart, Requiem (1997)
- Felix Mendelssohn Bartholdy, Elias (1998)
- Carl Orff, Carmina Burana (2000)
- Johannes Brahms, Ein deutsches Requiem (2001)
- Mendelssohn, Paulus (2003)
- Giuseppe Verdi, Requiem (2005)
- John Rutter, Magnificat, Mendelssohn, Lobgesang (2007)
- Haydn, Die Jahreszeiten (2008)
- Händel, Samson (2009)
- Franz von Suppè, Requiem (2010)
- Louis Spohr, Die letzten Dinge mit Brahms’ Schicksalslied (2011)
- Händel, Acis und Galatea in der Fassung von Mendelssohn (2012)
- Gaetano Donizetti, Messa di Requiem (2013)
- Beethoven, Messe C-Dur mit Spohrs Jubilate (2014)